# 贾尔迪尼-纳克索斯
贾尔迪尼-纳克索斯（義大利語：Giardini-Naxos），是意大利西西里大区墨西拿廣域市的一个市镇。总面积5平方公里，人口9638人，人口密度1927.6人/平方公里（2009年）。ISTAT代码为083032。